# Castle, Oklahoma
Castle är en ort i Okfuskee County i delstaten Oklahoma, USA.